# ポンセ美術館
ポンセ美術館（Museo de Arte de Ponce）は、プエルトリコのポンセにある美術館である。

## 沿革
実業家であり政治家でもあったルイス・A・フェレ（Luis A. Ferré）により創設された。1959年にポンセのクリスティン通りに小規模に開館し、1965年に現在の場所に移った。
2008年から2010年の間、拡張のために閉館し、2010年11月13日にリニューアル・オープンした。

## コレクション
ルネサンス絵画やラファエル前派の作品など、14世紀から20世紀までのヨーロッパ絵画を所蔵している。また、プエルトリコの芸術家たちの作品も展示している。

## 参照
1. ↑  A punto de caramelo el Museo de Arte. Lissette González. La Perla del Sur. Ponce, Puerto Rico. 15 October 2010. Retrieved October 15, 2010.
2. ↑  In Transit; Art Museum Reopens After Major Expansion. Paola Singer. The New York Times. Travel Section. December 5, 2010. Retrieved 1 November 2011.